# Anton Mang
Anton Mang, também conhecido como Toni Mang (Inning, 29 de setembro de 1949), é um ex-motociclista alemão, pentacampeão do mundo.
Mang teve suas primeiras experiências com motocicletas aos 11 anos, com uma DKW RT 125. Todavia, acabou dando maior importância ao Skibobbing, o qual era seu esporte favorito. A escolha inicial rendeu frutos a Mang, que teve bastante sucesso no esporte, vencendo o campeonato alemão e o europeu júnior de skibobbing aos 16 anos. Apesar disso, dois anos depois ele participou de uma corrida de 50cc com uma Kreidler, mas abandonando por questões mecânicas.

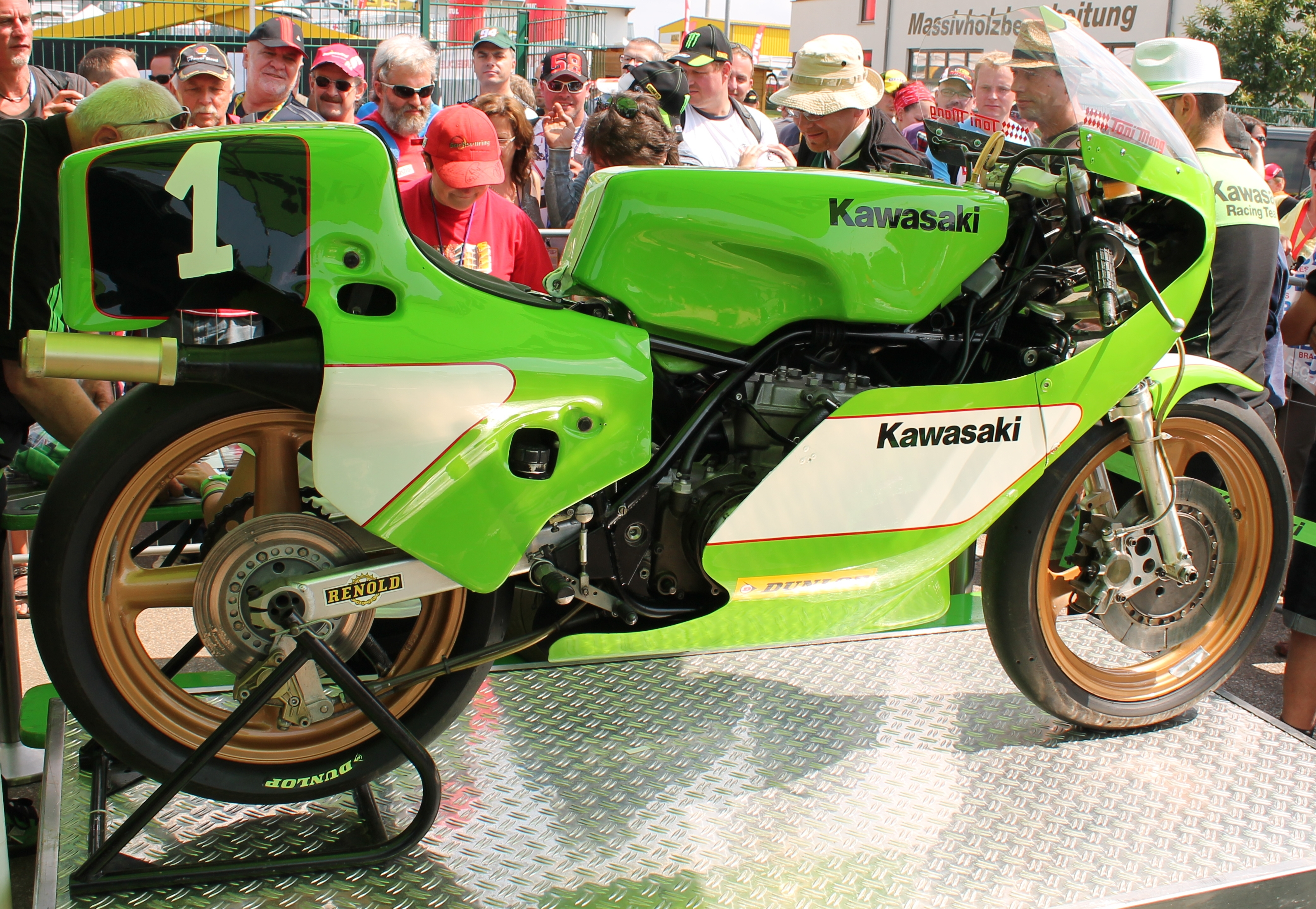
A Kawasaki KR350 de Mang.

Em 1970 Mang se juntou a equipe de Dieter Braun no mundial de velocidade como mecânico deste. O ano terminaria com o primeiro título de Braun no campeonato, nas 125cc, e três anos depois, o primeiro nas 250cc. Durante esse tempo, juntamente com Sepp Schloegl (que viria a fazer parte de sua equipe mecânica até sua aposentadoria, em 1988) e Alfons Zender Mang, ele desenvolveu uma motocicleta eventualmente chamada como "Schloegl Mang Zender" (SMZ 250), e com ela obteve sua primeira vitória, num campo de pouso em Augsburg.
Em 1975, ele venceu o campeonato alemão de 350cc, e no mesmo ano participou de sua primeira corrida no mundial. A primeira vitória ocorreu no ano seguinte, nas 125cc, no circuito de Nürburgring, correndo com uma Morbidelli. Em 1978 ele assinou com a Kawasaki, e passou a correr com as KR250 e KR350. Já o primeiro título não tardou, vindo a ocorrer em 1980, nas 250cc. Mang ainda terminou com o vice-campeonato nas 350cc nesse ano. O ano seguinte se mostrou mais prolífico, com uma dobradinha nas 250cc e 350cc. Nas 350cc, ainda viria mais um título no ano seguinte, em 1982, a qual também foi a última edição da categoria. Mang ainda terminou como vice-campeão nas 250cc. Com mais um vice em 1985 nas 250cc, seu tricampeonato na categoria viria apenas em 1987, correndo pela Honda.
Mang se aponsentou das pistas durante a temporada de 1988, após uma lesão durante uma corrida do mundial na Iugoslávia. Como forma de reconhecimento, em 2001 ele foi introduzido no Hall da Fama das Lendas da MotoGP.